# 1742
Cette page concerne l'année 1742  du calendrier grégorien.
L'année 1742 est une année commune qui commence un lundi.

## Événements

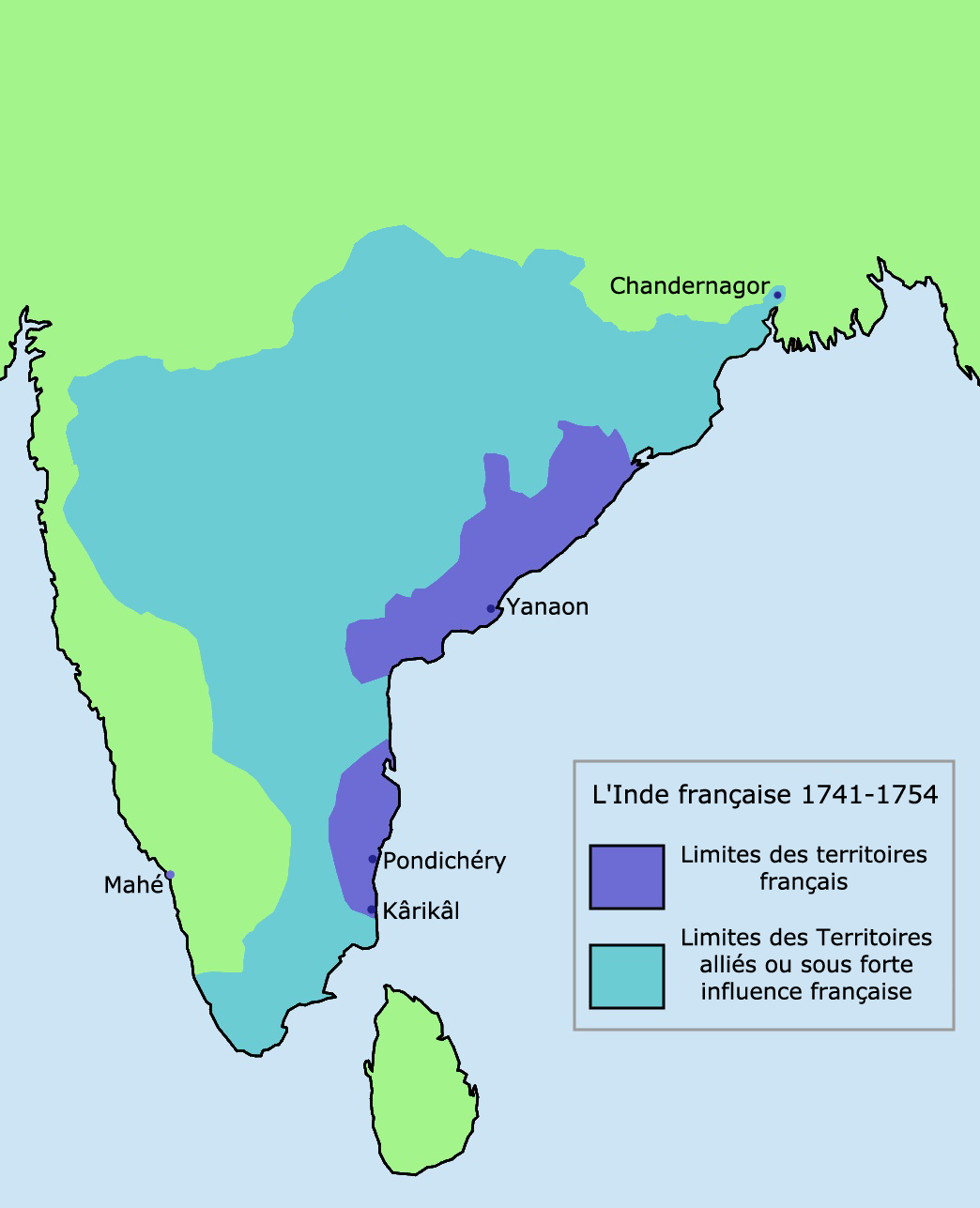
Possessions et zone d'influence française en Inde, 1741-1754. Les compagnies britanniques et françaises en Inde rompent avec la politique des comptoirs et entament une politique de pénétration et de conquête. En 1743, les deux compagnies traitent entre elles pour savoir si elles resteront en dehors du conflit européen. Les Britanniques finissent par refuser.

- 14 janvier : Joseph François Dupleix, devient le Directeur Général des comptoirs français aux Indes à Pondichéry[1]. Il colonise une partie de l'Inde au profit de la France..
- Mai : révolte quechua de Juan Santos Atahualpa au Pérou[2].
- 18 juillet (7 juillet du calendrier julien) : victoire britannique contre l’Espagne à la bataille de Bloody Marsh, en Géorgie (Guerre de l'oreille de Jenkins)[3].
- 11 juillet : constitution Ex quo singulari. Le pape Benoît XIV condamne la politique des Jésuites en Chine (rites malabares et rites chinois). Fin de la querelle des Rites[4].
- 3 novembre : Pedro Cebrián y Agustín prend ses fonctions de vice-roi de Nouvelle-Espagne (fin en 1746)[5].
- Madagascar : le Sakalave Andrianiveniarivo, frère d’Andriamahatindriarivo, après avoir conquis les vallées de la Sofia et du Sambrino, puis l’île de Nossi-Bé et le territoire de l’Ankarana, devient roi de Boina (fin en 1770). Les Sakalaves occupent alors avec les royaumes du Ménabe et de Boina le tiers de Madagascar[6].
- La Compagnie néerlandaise des Indes orientales accorde aux officiers, pour les dédommager d’un commerce qu’on leur interdit, des primes proportionnelles à leur grade[7]. De fait, la Compagnie ne parvient pas à faire respecter son monopole par ses propres employés.

### Europe
- 24 janvier : l'électeur de Bavière Charles Albert est élu empereur sous le nom de Charles VII[8] (il règne jusqu'à sa mort en 1745).
- 27 janvier, Russie : Andrei Osterman et Münnich, condamnés à mort, sont graciés et exilés en Sibérie ainsi que Biron. Alexis Pétrovitch Bestoujev-Rioumine devient responsable des affaires étrangères[9].
- 1er février : convention de Turin entre Charles-Emmanuel III de Sardaigne et Marie-Thérèse. Elle promet au roi de Sardaigne le Milanais, en échange de son soutien en Italie contre la France et l'Espagne[10].
- 11 février : le Premier ministre du Royaume-Uni Robert Walpole, au pouvoir depuis 20 ans, démissionne devant l’hostilité des communes[11].
- 12 février :
  - Charles VII est couronné empereur à Francfort[8].
  - La capitale de la Bavière, Munich, est occupée par les troupes autrichiennes.
- 16 février : début du ministère whig du comte de Wilmington, Premier ministre du Royaume-Uni (fin en 1743). Le nouveau ministère, animé par lord John Carteret, Henry Pelham et Newcastle, est résolument anti-français[12].
- 20 avril : Maurice de Saxe, venant de Bavière, prend Egra, à la frontière de la Bohême[10].
- 6 mai (25 avril du calendrier julien) : Élisabeth de Russie est couronnée à Moscou[13].

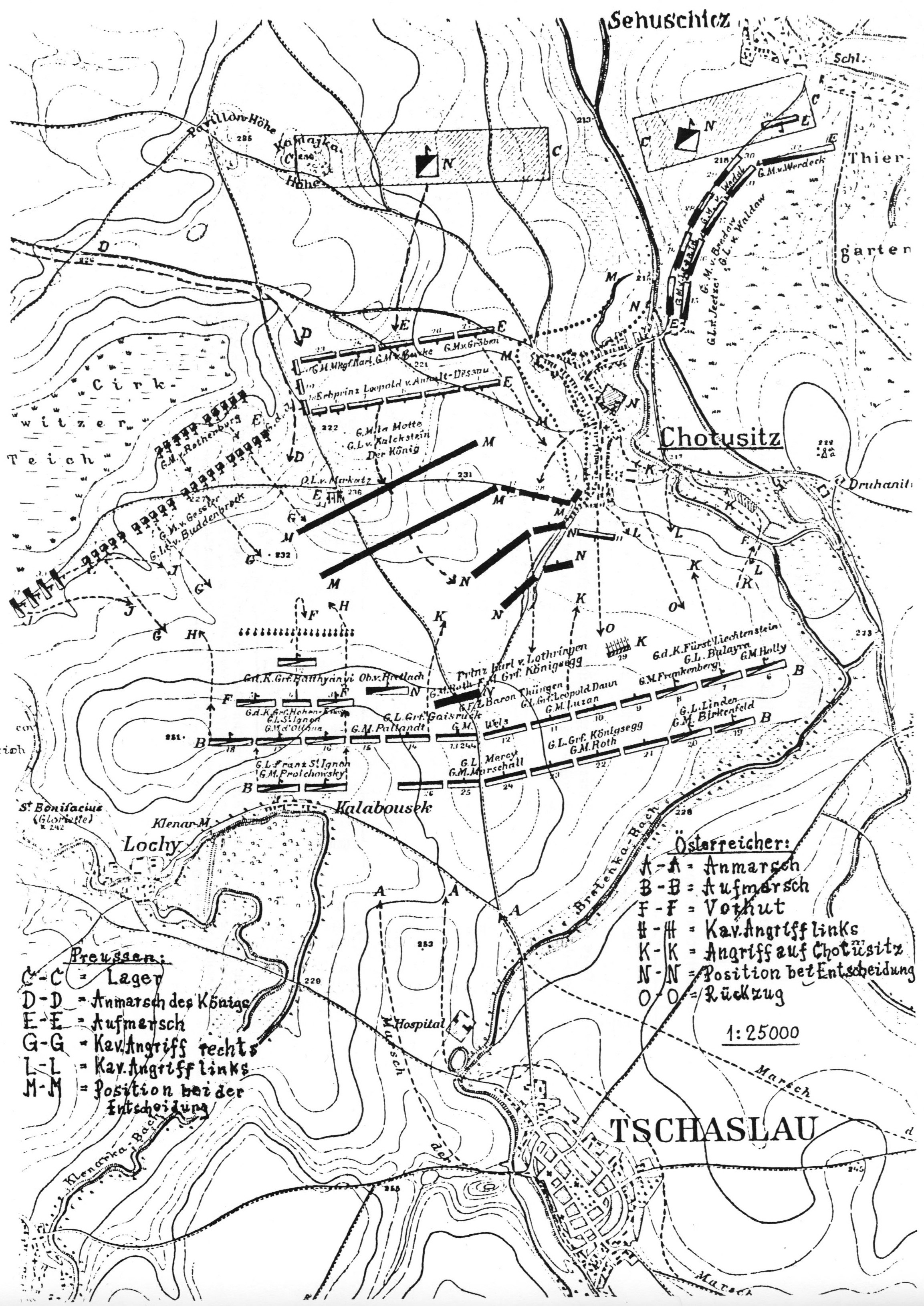
17 mai : bataille de Chotusitz.

- 17 mai : Frédéric II de Prusse bat l'Autriche à la bataille de Chotusitz[14].
- 11 juin : paix de Breslau entre la Prusse et l'Autriche : ayant conquis la Silésie, Frédéric II de Prusse se retire des combats[10] (la paix de Breslau est confirmée par le traité de Berlin du 28 juillet).
- Juin (après la paix de Breslau) : début du siège de Prague par les troupes autrichiennes commandées par le comte de Königsegg.
- 2 juillet : échec d'une conférence (tenue au château de Komarzau) entre Belle-Isle et le comte de Königsegg[10].
- 13 juillet : Belle-Isle fait publier une patente promettant la liberté à tous les serfs de Bohême qui prendraient les armes contre l’Autriche[15].
- 28 juillet : au traité de Berlin, Marie-Thérèse cède à la Prusse la Silésie (à l’exception des duchés de Teschen, Troppau et Jägerndorf) et le comté de Glatz ; la Saxe signe aussi la paix avec l'Autriche. L'Autriche s'allie à la Savoie, la Saxe et la Grande-Bretagne. Le poids de la guerre retombe sur la France[10].
- 29 juillet : la citadelle de Modène, assiégée par l'armée du royaume de Sardaigne, capitule[10].
- 19 août :
  - La flotte anglaise entre dans le port de Naples et impose à Don Carlos la neutralité dans la guerre de Succession d'Autriche[16].
  - Bombardement de Prague par les troupes du comte de Königsegg[10].
- Août : les troupes françaises doivent évacuer la Haute-Autriche, notamment Linz, permettant aux Autrichiens d'avancer vers le Rhin.
- 4 septembre, guerre russo-suédoise : les Suédois capitulent devant les Russes à Helsinki[17].
- 10 septembre : l'infant Don Felipe et le comte Glimes occupent Chambéry, capitale du duché de Savoie[10].
- 14 septembre : les Autrichiens doivent lever (momentanément) le siège de Prague en raison de l'arrivée des troupes du maréchal de Maillebois, venant de Westphalie, aux frontières de la Bohême[10] ; les troupes commandées par le général de Broglie en profitent pour quitter Prague (où reste Belle-Isle avec 20 000 hommes) et rejoindre Egra.
- 17 septembre[18] : inauguration de la première loge maçonnique de Vienne, « Aux trois canons ». Fille de celle de Breslau, « Au trois squelettes », elle sera fermée dès 1743 sur ordre de l’impératrice Marie-Thérèse.
- Automne : mariage secret de l’impératrice Élisabeth de Russie avec Alexis Razoumovski[19].
- 18 novembre :
  - traité de Westminster, alliance défensive entre la Prusse, le Royaume-Uni et les Provinces-Unies[10].
  - Élisabeth de Russie désigne son neveu, le duc de Holstein-Gottorp comme son successeur[20].
- 2 décembre : oukase ordonnant l'expulsion des Juifs de Russie[21].
- 16 décembre : Belle-Isle évacue Prague avec 14 000 hommes (y laissant le général Chevert et 6 000 hommes) et se retire vers le Rhin[10].
- 22 décembre[22] (11 décembre du calendrier julien[23]) : pacte défensif entre la Russie et la Grande-Bretagne.
- 26 décembre : capitulation à Prague du général Chevert, autorisé à rejoindre Egra[10].
- 31 décembre : Charles Théodore de Bavière devient électeur palatin[24].
- Décembre, Russie : le Cabinet des ministres est supprimé et le Sénat est rétabli (14 membres)[25]. Les Dolgorouki rentrent à la cour.
- Marie-Thérèse créée une chancellerie aulique et d’État ayant la haute main sur les affaires étrangères et sur les affaires de la maison des Habsbourg[26].

## Naissances en 1742
- 2 ou 3 janvier : Jean-Baptiste Treilhard, juriste et homme politique français pendant la période de la Révolution, député aux États généraux de 1789, président de l'Assemblée constituante, puis de la Convention nationale († 5 décembre 1810).
- 8 janvier : Philip Astley, le père du cirque moderne († 27 janvier 1814).
- 15 janvier : Beda Mayr, prieur allemand († 28 avril 1794).
- 24 janvier : José Manuel de Ezpeleta, militaire et homme politique espagnol († 23 novembre 1823).
- 6 mai : Jean Senebier, pasteur et botaniste suisse († 22 juillet 1809).
- 18 mai : John Francis Rigaud, peintre britannique († 6 décembre 1810).
- 4 juin : Ignacio Jordán Claudio de Asso y del Rio, naturaliste, juriste et historien espagnol († 21 mai 1814).
- 24 juin : Marc-Antoine Descamps, peintre français († 31 janvier 1836).
- 26 juin : Jacques Joseph Spaak, peintre et poète belge († 8 décembre 1825).
- 27 juin : Clemente Bondi, religieux jésuite et poète italien. († 1821)[27].
- 6 août : Georg Jonathan von Holland, mathématicien et philosophe allemand († 11 avril 1784).
- 17 août : Pierre Ruffin, diplomate et orientaliste († 19 janvier 1824).
- 19 août : Jean Dauberval, danseur et chorégraphe français († 14 février 1806).
- 3 décembre : François-Joseph Manisfeld, peintre et dessinateur français († 2 décembre 1807).
- 9 décembre : Carl Wilhelm Scheele, chimiste suédois découvreur de nombreux éléments chimiques († 21 mai 1786).
- 24 décembre : Gregorio Ferro, peintre espagnol († 23 janvier 1812).
- Date précise inconnue :
- James Tod, homme politique canadien († 16 octobre 1816).

## Décès en 1742
- 7 janvier : James Graham, 4e marquis puis 1er duc de Montrose, aristocrate et homme politique écossais puis britannique (° avril 1682).
- 14 janvier : Edmond Halley, astronome anglais puis britannique (° 29 octobre 1656).
- 8 février : Philipp Ludwig Wenzel von Sinzendorf, ministre d'État et ambassadeur d'Autriche en France (° 26 décembre 1671).
- 13 mars : Gilles Marie Oppenordt, architecte et décorateur français (° 1672)[28].
- 23 mars : l’abbé Du Bos, historien, critique et diplomate français (° décembre 1670).
- 23 avril : Jacques V Gabriel, architecte français (° 1667).
- 1er mai : Jacques-Guillaume Van Blarenberghe, peintre français (° 23 janvier 1691).
- 16 juin : Louise-Élisabeth d'Orléans, dite Mlle de Montpensier, fille du Régent Philippe d'Orléans, reine d'Espagne (° 11 décembre 1709).
- 5 août : Joseph de Bimard, helléniste, latiniste et numismate français (° 2 juin 1703).
- 17 août : Domenico Maria Muratori, peintre italien (° vers 1662).
- 19 octobre : Pedro de Ribera, architecte espagnol (° 4 août 1681)[29].
- 29 novembre : Louis Dorigny, peintre et graveur français (° 14 juin 1654).
- Date inconnue :
- Ivan Nikitine, peintre russe (° 1680).